# Eidsfoss
Eidsfoss es un pueblo del municipio de Holmestrand en el condado de Vestfold, Noruega. El pueblo está situado en el extremo sur del lago Eikeren, a unos 7 kilómetros al norte del pueblo de Hof y a unos 20 kilómetros al sureste del pueblo de Vestfossen (en el municipio de Øvre Eiker). El pueblo en sí está ubicado en su mayor parte en un pequeño istmo de tierra entre dos lagos, con un río que los conecta.

## Historia

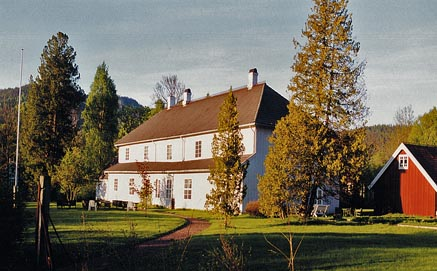
Mansión Eidsfos.

El pueblo fue el sitio de la Fábrica de Hierro de Eidsfos (Eidsfos Jernverk) que se construyó por primera vez en 1697. La ferrería se cerró en 1873. El pueblo es también la ubicación de la histórica mansión Eidsfos (Eidsfos Hovedgård) donde los propietarios y administradores de la ferrería tuvieron su residencia durante más de 250 años. La casa solariega, que refleja tanto la arquitectura renacentista como la barroca, data aproximadamente del año 1750. 

### Cronología histórica
- 1697: Caspar Herman Hausmann firma un acuerdo con el barón Gustav Wilhelm von Wedel (1641-1717), propietario del condado de Jarlsberg, y supervisa la fundación de Eidsfos Jernverk.[4][5]
- 1698: Se funde la primera placa de horno, que representa los nueve edificios de la ferrería y al rey Christian V montado a caballo.
- 1795: Peder von Cappelen se hace cargo de Eidsfos Jernverk. [6]
- 1901: Se abre la línea ferroviaria Tønsberg-Eidsfoss (Tønsberg-Eidsfossbanen) entre Eidsfos y Tønsberg. Esta infraestructura fue clausurada en 1938.[7]
- 1903: El barco de vapor S/S Stadshauptmand Schwartz comienza a operar en rutas regulares en el cercano lago Eikeren.[8]
- 1904: La iglesia de Eidsfoss es inaugurada por el obispo A. Chr. Bang (1840-1913). [9][10]
- 1915: Se pone en funcionamiento la primera central eléctrica.
- 1977: Las autoridades conceden permiso para la demolición de las casas de los trabajadores en Bråtagata.[11]
- 1979: Se establece la Fundación Old Eidsfos (Stiftelsen Gamle Eidsfos), con el objetivo de preservar y restaurar la antigua comunidad siderúrgica. Las casas se conservan.[12]